# Claire McCarthy
Pour les articles homonymes, voir MacCarthy.
Claire McCarthy est une réalisatrice, scénariste, productrice et artiste visuelle australienne, née à Sydney.
Elle partage sa vie entre Sydney  et Los Angeles.

## Filmographie

### Au cinéma

#### Actrice
- 2008 : The Black Balloon : Teacher

#### Département artistique
- 2003 : Matrix Reloaded

#### Directrice de la photographie
- 2008 : Sisters (court-métrage)

#### Réalisatrice
- 2007 : Cross Life
- 2007 : Skin (court-métrage)
- 2008 : Sisters (court-métrage)
- 2009 : The Waiting City
- 2011 : Little Hands (court-métrage)
- 2013 : The Turning, segment  « The Turning »
- 2018 : Ophélie (Ophelia)
- 2021 : The Colour Room

#### Productrice
- 2007 : Cross Life
- 2007 : Skin (court-métrage)
- 2008 : Sisters (court-métrage)
- 2009 : The Waiting City

#### Scénariste
- 2007 : Cross Life
- 2007 : Skin (court-métrage)
- 2008 : Sisters (court-métrage)
- 2009 : The Waiting City
- 2011 : Little Hands (court-métrage)
- 2013 : The Turning, segment  « The Turning »

### Télévision

#### Réalisatrice
- 2020 : The Luminaries, mini-série

#### Productrice
- 2020 : The Luminaries, mini-série

## Distinctions
- (en) Claire McCarthy: Awards, sur l'Internet Movie Database
- 2010 : Rencontres internationales du cinéma des antipodes : prix du public du meilleur long-métrage pour The Waiting City
- 2018 : Palm Springs International Film Festival : Directors to Watch pour Ophelia